# Soxhlet-Henkel-Zahl
Die Soxhlet-Henkel-Zahl (kurz SHZ, nach den Erfindern Franz von Soxhlet und Theodor Henkel), auch Säuregrad der Milch, ist eine in vor allem in Mitteleuropa verwendete dimensionslose chemische Kennzahl für Milch und Milchprodukte. Sie wird angegeben in der Einheit °SH (Grad Soxhlet-Henkel).
Sie ist definiert als das Volumen an 0,25-molarer Natronlauge, das benötigt wird, um bei einer 100-ml-Probe einen Farbumschlag des pH-Indikators Phenolphthalein zu rosa (= alkalisch) zu erreichen:
{\displaystyle {\text{SHZ (°SH)}}={\frac {V_{\text{NaOH 0,25-molar}}}{\text{100 ml Milch}}}}
Die SHZ ist damit ein Maß für die Titrationsazidität der Milch, das Aussagen über deren Pufferkapazität zulässt. Die SHZ hängt ab von:
- Alter der milchgebenden Tiere
- der Laktationszahl
- der Laktationsdauer
- dem Eiweißgehalt
- Fütterungsfaktoren (Kohlenhydrat-, Eiweiß-, NPN-, Rohfasergehalt, Nährstoffverhältnis)

also alles in allem relativ unspezifisch. Dennoch kann eine erniedrigte SHZ ein Indiz für subklinische Mastitis (Energiemangelversorgung) sein.
Käsereitaugliche Milch muss eine Soxhlet-Henkel-Zahl zwischen 6,0 und 7,4 °SH besitzen.
Andere gebräuchliche Einheiten für den Säuregrad der Milch sind das Grad Dornic (°D) und das Grad Thörner (°Th):
{\displaystyle {\text{°SH}}={\frac {4}{9}}\cdot {\text{°D}}={\frac {4}{10}}\cdot {\text{°Th}}}